# Jaroslav Drobný
Jaroslav Drobný, född 12 oktober 1921, Prag, dåvarande Tjeckoslovakien, död 13 september 2001, var en ishockey- och tennisspelare.

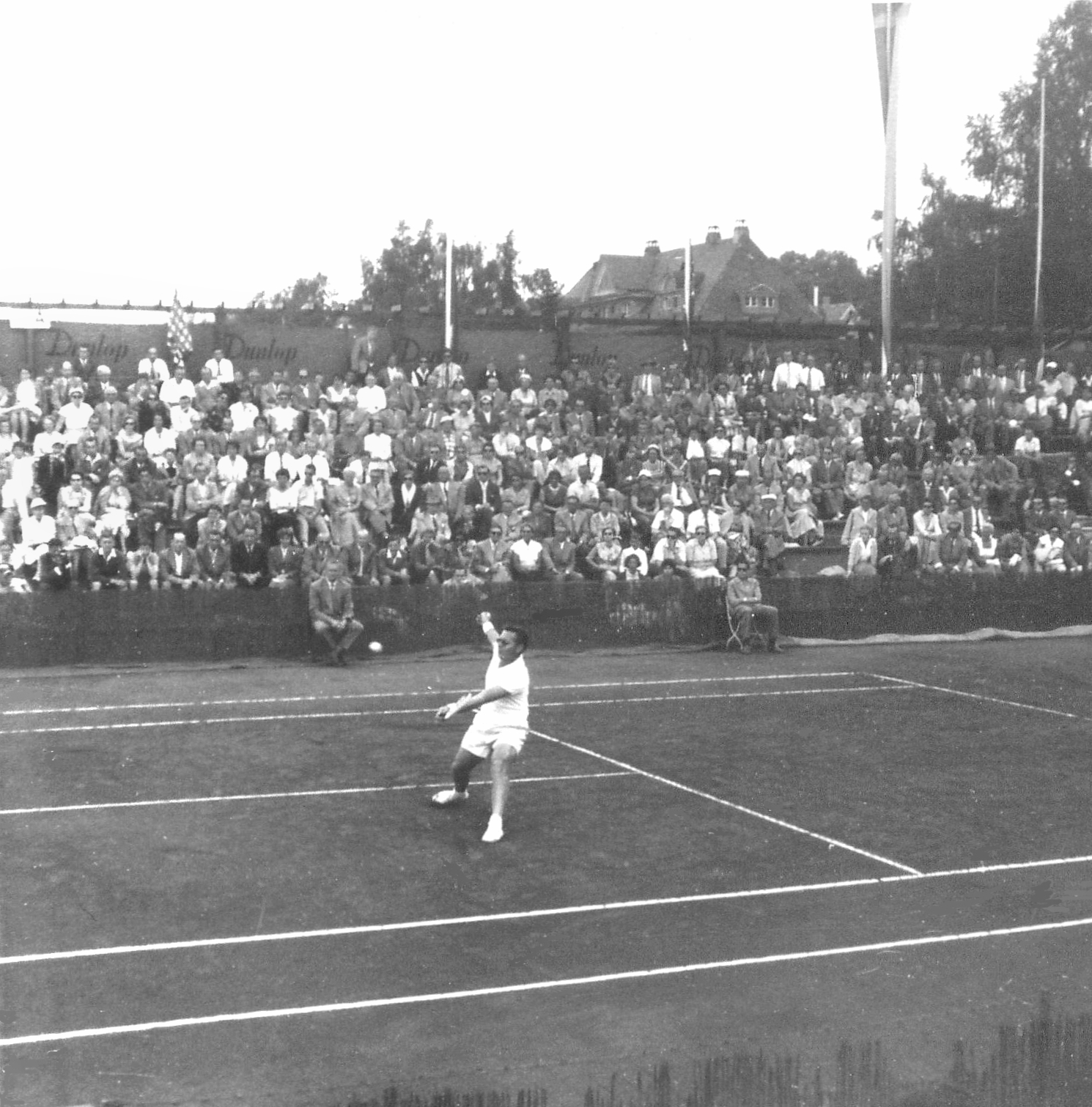
Jaroslav Drobný vid International Tennis Tournament för Golden Glove, Erlangen (Tyskland) 1955

## Idrottskarriären kring andra världskriget
Jaroslav Drobný, som debuterat redan 1938 i internationella tennisturneringar, fick en lovande tenniskarriär avbruten i samband med den tyska ockupationen av hans hemland Tjeckoslovakien under andra världskriget. Trots de svårigheter som kriget medförde, kunde han ändå idrotta, främst i form av ishockeyspel. Efter kriget återupptog han visserligen tennisträningen, men fram till 1948 spelade han också ishockey under vintersäsongen. Han var en skicklig ishockeyspelare, och deltog som forward i det lag som tog VM-guld 1947.

## Tenniskarriären
Jaroslav Drobný mötte redan som 16-åring (1938) i en tennisturnering i Prag Donald Budge,  det årets världsetta och den förste spelare som tagit en äkta Grand Slam. Han tvingade Budge till fem set, innan han fick ge sig. Redan 1946, trots det långa speluppehållet under kriget, nådde Drobný semifinalen i Wimbledonmästerskapen, bland annat efter seger över Jack Kramer i fjärde omgången. År 1954 var Drobný seedad som nummer 11 i Wimbledonmästerskapen. Han lyckades ta sig ända till finalen, där han besegrade Ken Rosewall i en mycket jämn och lång final (13-11, 4-6, 6-2, 9-7). Den allra sista bollen i den finalen blev särskilt minnesvärd. Drobný servade, men istället för att slå en hård serve som man väntade, mera "petade" han bollen över nät som en stoppboll, vilket förbryllade Rosewall som missade returen. 
Drobný spelade fem singelfinaler i Franska mästerskapen (1946, 1948, 1950-52), och vann titeln 1951 (finalbesegrade Eric Sturgess, 6-3, 6-3, 6-3) och 1952 (finalbesegrade Frank Sedgman, 6-2, 6-0, 3-6, 6-4). År 1948 vann Drobny tillsammans med Lennart Bergelin dubbeltiteln i Franska mästerskapen. 
Drobný vann Italienska mästerskapen i Rom 1950,  1951 och 1953, i den sista finalen besegrade han storspelaren Lew Hoad.
Drobný spelade Davis Cup för Tjeckoslovakien 1946-49, varvid laget nådde semifinal mot Australien 1947 och 1948. Totalt spelade han 43 DC-matcher, av vilka han vann 37.
Jaroslav Drobný upptogs 1983 i the International Tennis Hall of Fame.

## Spelaren och personen
Jaroslav Drobnýs far var banskötare vid Prags lawntennisklubb, och därmed vistades Jaroslav under största delen av sin uppväxt på tennisbanor. Han började spela tennis redan som 5-åring. Drobný var vänsterhänt. Hans serve har beskrivits som "dödande", liksom hans smash. Han hade stor förmåga att variera sitt spel. Han var dock något ojämn som spelare, och kunde varva perioder av misslyckande med stora framgångar. Drobný var alltid publikfavorit. 
Drobný lyckades under ett antal år efter andra världskriget hålla världsstandard i både tennis och ishockey. Han drabbades dock i samband med ishockeyspel av en allvarlig ögonskada, och spelade sedan tennis iförd läkarordinerade mörka glasögon.
År 1949, i samband med en turnering i Schweiz, lämnade han Tjeckoslovakien. År 1950 blev han naturaliserad egyptier. Från 1959 var han brittisk medborgare.

## Grand Slam-titlar
- Franska mästerskapen
  - Singel - 1951, 1952
  - Dubbel - 1948
  - Mixed dubbel - 1948
- Wimbledonmästerskapen
  - Singel - 1954

## Ishockeykarriären
I I. CLTK Prag, samma klubb som han spelade tennis med, spelade Jaroslav Drobný ishockey mellan åren 1940 och 1947, med vilka han vann tjeckoslovakiska mästerskapet ishockey under sin första säsong 1941.
Han deltog i VM i ishockey 1947 då Tjeckosloakien erövrade sin första Världsmästartitel. Han lyckades göra ett hat-trick i 6-1-segern mot USA.
Året därpå tog han silver vid Olympiska vinterspelen 1948 med Tjeckoslovakien.
1997 blev han invald i IIHF:s Hockey Hall of Fame.